# IC 1125
IC 1125 је спирална галаксија у сазвјежђу Змија која се налази на листи објеката дубоког неба у Индекс каталогу.
Деклинација објекта је - 1° 37' 42" а ректасцензија 15h 33m 5,7s. Привидна величина (магнитуда) објекта IC 1125 износи 13,6 а фотографска магнитуда 14,2. IC 1125 је још познат и под ознакама UGC 9888, MCG 0-40-3, CGCG 22-12, IRAS 15305-0127, VV 723, KCPG 467A, PGC 55388.